# Dorylus spininodis
Dorylus spininodis é uma espécie de formiga do gênero Dorylus.